# Irwin Yablans
Irwin Yablans (* 25. Juli 1934 in New York City, New York) ist ein US-amerikanischer Filmproduzent.

## Leben
Yablans wurde 1934 als Sohn einer jüdischen Familie in Brooklyn geboren. Sein jüngerer Bruder war Frank Yablans, der später ebenfalls Filmproduzent wurde.
Yablans begann seine Karriere wie auch sein Bruder bei Warner Bros. Danach folgten Tätigkeiten bei Paramount Pictures und Orion Pictures. Später wandte er sich der internationalen Verwertung kleinerer Horrorfilme zu. 1976 gründete Yablans gemeinsam mit Joseph Wolf den Filmverleih Compass International Pictures, als deren President er fungierte.
Nachdem Yablans und der Financier Moustapha Akkad auf dem Mailänder Filmfestival 1976 John Carpenters Film Anschlag bei Nacht gesehen hatten, boten sie dem jungen Regisseur an, einen Film über einen psychisch kranken Killer zu machen, der Babysitter verfolgt. In einem Interview mit dem Filmmagazin Fangoria sagte Yablans: „Ich überlegte mir, was im Horrorgenre sinnvoll wäre, und was ich wollte, war, einen Film mit der gleichen Schockwirkung wie „Der Exorzist“ zu machen.“ Carpenter und seine damalige Freundin Debra Hill begannen ein Drehbuch mit dem Originaltitel The Babysitter Murders zu schreiben. Da der Film an Halloween spielen sollte, änderte Yablans den Titel in Halloween. Der Film, für den Yablans als Executive Producer fungierte, wurde trotz gemischter Kritiken ein großer Erfolg an den Kinokassen und zog zahlreiche Fortsetzungen nach sich. An den ersten beiden Fortsetzungen wirkte Yablans noch als Executive Producer mit.
Nach einer Reihe von Flops mussten Yablans und Wolf 1981 Compass International Pictures schließen. Danach arbeitete er einige Jahre für Charles Band (Empire Pictures) und produzierte noch einige kleinere Filme, bevor er sich Anfang der 1990er Jahre vom Filmgeschäft zurückzog.
2012 veröffentlichte er seine Autobiografie The Man Who Created Halloween.
Yablans lebt mit seiner Frau Diana in Palm Desert, Kalifornien.

## Filmografie (Auswahl)
Produzent
- 1974: The Education of Sonny Carson
- 1981: Paranoia
- 1982: Tele-Terror (The Seduction)
- 1984: Der Tank (Tank)
- 1987: Prison – Rückkehr aus der Hölle (Prison)
- 1989: Arena – Nur einer überlebt (Arena)

Ausführender Produzent
- 1978: Halloween – Die Nacht des Grauens (Halloween)
- 1979: Tourist Trap – Die Touristenfalle (Tourist Trap)
- 1979: Dracula auf Abwegen (Nocturna)
- 1979: Roller Boogie
- 1980: Fade to Black – Die schönen Morde des Eric Binford (Fade to Black)
- 1981: Halloween II – Das Grauen kehrt zurück (Halloween II)
- 1982: Der Killerparasit (Parasite)
- 1982: Halloween III (Halloween III – Season of the Witch)
- 1984: Spur in den Tod (Scream for Help)
- 1990: Why me? – Warum gerade ich? (Why me?)
- 1990: Du sollst nicht töten (Vietnam, Texas)
- 1990: Men at Work